# 马丁·埃利奥特
马丁·埃利奥特（英文：Martin John Elliott， 1951年3月8日—）是一位英国外科医生。自2022年起，他担任格雷沙姆学院院长，接替西蒙·瑟利（Simon Thurley）。埃利奥特曾于2014年至2018年间担任格雷沙姆学院第37任物理学教授，现为名誉教授及学院研究员。他曾在该学院举办了一系列题为“核心问题”（The Heart of the Matter）的免费公开讲座，探讨医学、伦理、财政及政治等领域的重大挑战。
他于2004年被任命为伦敦大学学院心胸外科名誉教授。
自2017年以来，埃利奥特担任皇家马斯登医院NHS基金会信托非执行董事，并在都柏林的爱尔兰儿童健康机构（Children’s Health Ireland）担任同样职务。
此外，他还是PA 咨询公司（PA Consulting）的高级顾问，诺华英国（Novartis UK）行业咨询委员会成员，并担任英国癫痫研究基金会（Epilepsy Research UK）受托人。

## 中国法庭
2018年至2020年，埃利奥特是中国法庭（China Tribunal）成员。该法庭是总部设于伦敦的一个民间法庭，负责评估中国拘留营内强制摘取器官及其他严重侵犯人权的指控。
2020年3月1日，该法庭发布判决，认定中共无可置疑地对中国维吾尔族穆斯林和法轮功学员犯下了反人类罪，并明确指出：“在中华人民共和国长期的强摘器官实践中，法轮功学员确实是器官来源之一，并极有可能是主要来源。”

## 早年生活与教育
埃利奥特于1951年3月8日出生于英国谢菲尔德。1962年至1968年间，他就读于谢菲尔德国王爱德华七世学校（King Edward VII School），随后进入纽卡斯尔大学学习医学。

## 职业生涯
埃利奥特在纽卡斯尔皇家维多利亚医院（Royal Victoria Infirmary, Newcastle upon Tyne）担任外科住院医师和内科医师后，于1974年成为纽卡斯尔大学解剖学示教员。随后，他在南安普敦担任了一年高级住院医师，然后返回纽卡斯尔参加外科培训轮岗计划。
1978年，他被任命为英格兰皇家外科医学院院士，并在同年成为心胸外科高级住院医师及学术“第一助理”（First Assistant）。
在此期间，他开展了心肺分流术的代谢后果（The Metabolic Consequences of Cardio-Pulmonary Bypass）相关研究，并于1983年获得纽卡斯尔大学医学博士（MD）学位。
埃利奥特对先天性心脏病的治疗产生浓厚兴趣，并于1984年在伦敦大奥蒙德街儿童医院（Great Ormond Street Hospital for Children）担任小儿心胸外科高级住院医师，师从马克·德·勒瓦尔教授（Professor Marc de Leval）和雅罗斯拉夫·斯塔克（Mr. Jaroslav Stark）。
1985年，他被任命为大奥蒙德街儿童医院小儿心胸外科顾问外科医生，并一直担任该职务至2019年。他于2004年被任命为伦敦大学学院心胸外科教授。
在大奥蒙德街医院，埃利奥特从2000年至2010年领导心胸及重症监护科，并于2010年6月11日接替罗伯特·埃文斯（Robert Evans）出任联合医疗主任（Co-Medical Director），直至2015年。
2000年，埃利奥特组建了一支专门治疗严重气管疾病的团队，特别关注长段气管狭窄（long-segment tracheal stenosis）。这一团队发展成为世界知名的国家儿童严重气管疾病医疗服务（National Service for Severe Tracheal Disease in Children），并开创了多项创新疗法，包括滑动气管成形术（slide tracheoplasty）、支架植入以及后来的气管移植。他的团队完成了全球首例干细胞支持的儿童气管移植手术。
他还领导了大奥蒙德街医院的胸腔移植服务（Thoracic Transplantation Service），任期为2000年至2010年。
此外，2017年至2022年，他担任Allocate Software Ltd.的首席医疗官（Chief Medical Officer）。

## 其他研究工作
他在心肺转流的病理生理学方面的研究尤为突出，特别是在超滤和改良超滤技术方面，以及儿童气管疾病的治疗。1990年代初，他建立了欧洲先天性心脏病数据库（European Congenital Heart Defects Database），该数据库后来发展成为欧洲心胸外科协会（EACTS）和美国胸外科医师学会（STS）的注册系统。他还是*国际先天性心脏病命名学会（International Nomenclature Society for CHD）的创始主席。
艾略特发表了300多篇同行评审论文，撰写了多本医学书籍章节，并在全球范围内发表450多场受邀演讲。他在世界各地教授外科手术，并培训了许多顶尖的小儿心胸外科医生。他曾担任多个访问教授职位，并于2015年在英格兰皇家外科医学院担任亨特演讲（Hunterian Oration）主讲人。
此外，他还在布里斯托心脏手术丑闻（Bristol heart scandal）调查期间向布里斯托调查委员会提供证据，并在弗朗西斯调查（Francis Inquiry）中强调了信息透明度对医疗质量改进的重要性。

## 荣誉与奖项
- 1973年 纽卡斯尔大学临床医学与外科学Goyder奖学金
- 1982年 查尔斯·哈恩欧洲青年研究工作者奖银奖（斯德哥尔摩）
- 2008年 英国国家医疗服务体系（NHS）白金级临床卓越奖
- 2011年 《泰晤士报》评选为“英国50大外科医生”之一（12月）[9]
- 2012年 美国体外循环技术学会（AMSECT）JH Gibbon终身成就奖[10]
- 2012年 《泰晤士报》评选为“英国顶级儿科医生”之一（12月）[11]
- 2014年 《健康服务杂志》（Health Service Journal）评选为NHS“50大创新者”之一[12]
- 2015年 英格兰皇家外科医学院Hunterian奖章
- 2015年 瑞典外科学会（Swedish Surgical Society）Olaf AF Acral奖章

## 个人生活
Elliott与妻子Lesley结婚，Lesley曾是一名医院和研究管理人员。他们育有两个儿子：Becan是一名电影制片人，Toby于2009年因SUDEP（猝死性癫痫发作）去世，享年26岁。Elliott曾公开谈论此事。
Elliott在空闲时间喜欢阅读、观看体育比赛、打网球、骑自行车和遛狗。他和Lesley还拥有一块allotment（小块租赁菜地）用于种植蔬菜。